# Ossobuco
Ossobuco (fra italiensk osso buco = "knoglens hul") er en  egnsret fra Piemonte og Lombardiet (med hovedbyen Milano) i Italien (fra Milano findes betegnelsen Ossobuco alla milanese).
Navnet osso buco henviser til det hul, som er midt i benet, hvor marven sidder. Marven er væsentlig for at osso Buco får den rette smag.
Rettens hovedingrediens er kalveskank skåret på tværs af benet i et par centimeter tykke skiver. I Danmark sælges ofte udskæringer af okseskank som "osso buco", selvom den "rigtige" udgave af retten er baseret på kalveskank.
Udover kalveskank indgår tomater, gulerødder, løg, hvidløg, vin, rosmarin, salvie og citronskal i retten. Den skal koges længe til en mør og duftende gryderet. Ordet ossobuco er kendt på dansk siden 1965.